# Beerschot Voetbalclub Antwerpen in het seizoen 2019/20
Dit artikel beschrijft de prestaties van de Belgische voetbalclub Beerschot Voetbalclub Antwerpen in het seizoen 2019–2020.

## Spelerskern en statistieken
| Nr.           | Naam                  | Nat.                                         | Geboortedatum | Competitie | Competitie | Beker | Beker | Totaal | Totaal | Vorige club                  |
| Nr.           | Naam                  | Nat.                                         | Geboortedatum | W          |            | W     |       | W      |        | Vorige club                  |
| ------------- | --------------------- | -------------------------------------------- | ------------- | ---------- | ---------- | ----- | ----- | ------ | ------ | ---------------------------- |
| Keepers       |                       |                                              |               |            |            |       |       |        |        |                              |
| 30            | Jordi Nolle           | Vlag van België                              | 19-05-1998    | 0          | 0          | 0     | 0     | 0      | 0      |                              |
| 31            | Mike Vanhamel         | Vlag van België                              | 16-11-1989    | 28         | 0          | 1     | 0     | 29     | 0      | KV Oostende                  |
| 72            | Antoine Lejoly        | Vlag van België                              | 26-03-1998    | 0          | 0          | 0     | 0     | 0      | 0      |                              |
| Verdedigers   |                       |                                              |               |            |            |       |       |        |        |                              |
| 3             | Denis Prychynenko     | Vlag van Duitsland                           | 17-02-1992    | 27         | 0          | 1     | 0     | 28     | 0      | White Star Brussel           |
| 4             | Rubin Seigers         | Vlag van België                              | 11-01-1998    | 6          | 0          | 0     | 0     | 6      | 0      | KRC Genk                     |
| 5             | Joren Dom             | Vlag van België                              | 29-11-1989    | 23         | 2          | 1     | 0     | 24     | 2      | Antwerp FC                   |
| 6             | Ayrton Mboko          | Vlag van België                              | 23-10-1997    | 3          | 0          | 0     | 0     | 3      | 0      | Union Sint-Gillis            |
| 15            | Pierre Bourdin        | Vlag van Frankrijk                           | 06-01-1994    | 25         | 1          | 1     | 0     | 26     | 1      | Lierse SK                    |
| 22            | Baptiste Aloé         | Vlag van Frankrijk                           | 29-06-1994    | 3          | 0          | 0     | 0     | 3      | 0      | Valenciennes FC              |
| 24            | Jan Vorogovski        | Vlag van Kazachstan                          | 07-08-1996    | 18         | 1          | 1     | 0     | 19     | 1      | Kairat Almaty                |
| 27            | Réda Halaïmia         | Vlag van Algerije                            | 28-08-1996    | 21         | 1          | 1     | 0     | 22     | 1      | MC Oran                      |
| 33            | Quinten Simons        | Vlag van België                              | 14-02-2000    | 0          | 0          | 0     | 0     | 0      | 0      |                              |
| 44            | Frédéric Frans        | Vlag van België                              | 03-01-1989    | 8          | 2          | 0     | 0     | 8      | 2      | Lierse Kempenzonen           |
| 89            | Grégory Grisez        | Vlag van België                              | 17-08-1989    | 11         | 0          | 0     | 0     | 11     | 0      | KSV Roeselare                |
| Middenvelders |                       |                                              |               |            |            |       |       |        |        |                              |
| 8             | Raphael Holzhauser    | Vlag van Oostenrijk                          | 16-02-1993    | 27         | 7          | 1     | 1     | 28     | 8      | Grasshopper Club Zürich      |
| 10            | Alexander Maes        | Vlag van België                              | 26-03-1992    | 20         | 1          | 0     | 0     | 20     | 1      | Cappellen FC                 |
| 16            | Tom Pietermaat        | Vlag van België                              | 06-09-1992    | 9          | 0          | 0     | 0     | 9      | 0      | Racing Mechelen              |
| 17            | Brian De Keersmaecker | Vlag van België                              | 06-05-2000    | 10         | 1          | 1     | 0     | 11     | 1      |                              |
| 18            | Ryan Sanusi           | Vlag van België                              | 05-01-1992    | 14         | 0          | 1     | 0     | 15     | 0      | Grenoble Foot 38             |
| 20            | Amara Camara          | Vlag van België · Vlag van Guinee            | 19-02-2000    | 0          | 0          | 0     | 0     | 0      | 0      |                              |
| '             | Irakli Bugridze       | Vlag van Georgië                             | 03-01-1998    | 2          | 0          | 0     | 0     | 2      | 0      | Tsjichoera Satsjchere        |
| Aanvallers    |                       |                                              |               |            |            |       |       |        |        |                              |
| 7             | Dylan Saint-Louis     | Vlag van Frankrijk · Vlag van Congo-Kinshasa | 26-04-1995    | 18         | 2          | 1     | 0     | 19     | 2      | Paris FC                     |
| 9             | Marius Noubissi       | Vlag van Kameroen                            | 28-11-1996    | 24         | 4          | 1     | 0     | 25     | 4      | Ilves Tampere                |
| 11            | Euloge Placca Fessou  | Vlag van Togo                                | 31-12-1994    | 18         | 2          | 1     | 0     | 19     | 2      | KFC Oosterzonen Oosterwijk   |
| 13            | Prince Ibara          | Vlag van Congo-Kinshasa                      | 07-02-1996    | 11         | 0          | 0     | 0     | 11     | 0      | USM Alger                    |
| 26            | Loris Brogno          | Vlag van België                              | 18-09-1992    | 17         | 3          | 1     | 1     | 18     | 4      | Sparta Rotterdam             |
| 34            | Tarik Tissoudali      | Vlag van Nederland                           | 02-04-1993    | 18         | 4          | 1     | 0     | 19     | 4      | Le Havre AC                  |
| 77            | Jorn Vancamp          | Vlag van België                              | 28-10-1998    | 19         | 1          | 1     | 0     | 20     | 1      | RSC Anderlecht               |
| '             | Felipe Micael         | Vlag van Brazilië                            | 03-07-2001    | 0          | 0          | 0     | 0     | 0      | 0      | Mirassol FC                  |
| '             | Rubin Okotie          | Vlag van Oostenrijk                          | 06-06-1987    | 0          | 0          | 0     | 0     | 0      | 0      | Beijing Enterprises Group FC |

### Technische staf
| Functie         | Naam          | Nationaliteit    |
| --------------- | ------------- | ---------------- |
| Coach           | Hernán Losada | Argentinië       |
| Assistent-coach | William Still | Engeland, België |
| Keeperstrainer  | Patrick Nys   | België           |

## Bestuur
| Functie             | Naam             | Nationaliteit |
| ------------------- | ---------------- | ------------- |
| Voorzitter          | Francis Vrancken | België        |
| Sportief manager    | Frank Staes      | België        |
| Secretaris-generaal | Walter Claes     | België        |

## Transfers

### Zomer 2019

#### Inkomend
| Speler             | Vorige club             |
| ------------------ | ----------------------- |
| Prince Ibara       | USM Alger               |
| Rubin Seigers      | KRC Genk (huur)         |
| Jan Vorogovski     | Kairat Almaty           |
| Ryan Sanusi        | Grenoble Foot 38        |
| Dylan Saint-Louis  | Paris FC                |
| Raphael Holzhauser | Grasshopper Club Zürich |
| Réda Halaïmia      | MC Oran                 |

#### Uitgaand
| Speler            | Nieuwe club                     |
| ----------------- | ------------------------------- |
| Mohamed Messoudi  | Lyra-Lierse Berlaar             |
| Dante Vanzeir     | KRC Genk (einde huur)           |
| Jimmy De Jonghe   | Sporting Lokeren                |
| Tom Van Hyfte     | Oud-Heverlee Leuven             |
| Gökhan Kardes     | Büyükşehir Belediye Erzurumspor |
| Diego Montiel     | Vejle BK                        |
| Gertjan De Mets   | Einde spelerscarrière           |
| Jan Van den Bergh | AA Gent                         |

### Winter 2020

#### Inkomend
| Speler         | Vorige club        |
| -------------- | ------------------ |
| Felipe Micael  | Mirassol FC        |
| Frédéric Frans | Lierse Kempenzonen |
| Baptiste Aloé  | Valenciennes FC    |

#### Uitgaand
| Speler         | Nieuwe club   |
| -------------- | ------------- |
| Emeric Dudouit | USL Dunkerque |

## Oefenwedstrijden
Hieronder een overzicht van de oefenwedstrijden die Beerschot in de aanloop naar en tijdens het seizoen 2019/20 speelt.
| Datum      | Thuis/Uit | Tegenstander                      | Score  | Doelpuntenmaker(s) Beerschot                                                     |
| ---------- | --------- | --------------------------------- | ------ | -------------------------------------------------------------------------------- |
| 27-06-2019 | uit       | Kontich FC (1ste Prov. Antwerpen) | 0 - 7  | Tissoudali (4x), Brogno, Placca (2x)                                             |
| 30-06-2019 | uit       | RVC Hoboken (2de Prov. Antwerpen) | 0 - 6  | Saint-Louis, Placca, Dom, Tissoudali (2x), owngoal                               |
| 03-07-2019 | uit       | SVB Driehoek (recreatief)         | 0 - 12 | Bugridze (4x), Ndombasi, Grisez (2x), Rabah (3x), De Keersmaecker, Dudoit (pen.) |
| 06-07-2019 | neutraal  | KFC Duffel (2de Klasse Am.)       | 2 - 0  | Maes, Saint-Louis                                                                |
| 09-07-2019 | neutraal  | Valenciennes FC (Ligue 2)         | 0 - 0  |                                                                                  |
| 17-07-2019 | neutraal  | Panachaiki GE (Gamma Ethniki)     | 2 - 0  | Cools, Tissoudali                                                                |
| 20-07-2019 | thuis     | Panathinaikos FC (Super League)   | 2 - 1  | Saint-Louis, Placca                                                              |
| 23-07-2019 | uit       | Rupel Boom FC (1ste Klasse Am.)   | 0 - 1  | Tissoudali (pen.)                                                                |

## Proximus League

### Periode 1

#### Wedstrijden
| Wedstrijddetails                                                                                          | Thuisploeg                         | Uitslag           | Uitploeg                | Opstelling | Kaarten                                                              |
| --- | ---------------------------------- | ----------------- | ----------------------- | --- | -------------------------------------------------------------------- |
| Heenronde                                                                                                 |                                    |                   |                         | |                                                                      |
| 2 augustus 2019 20:30 Olympisch Stadion Antwerpen Ref.: Wesli De Cremer Toeschouwers: 6.830               | Beerschot                          | 1 – 0             | Sporting Lokeren        | Vanhamel Halaïmia, Prychynenko, Seigers, Vorogovski Maes, Vancamp (77' Dom), Holzhauser Brogno (90+3' De Keersmaecker), Placca (80' Tissoudali), Saint-Louis   | 22' Holzhauser 31' Placca 88' Halaïmia                               |
| 2 augustus 2019 20:30 Olympisch Stadion Antwerpen Ref.: Wesli De Cremer Toeschouwers: 6.830               | Holzhauser 18'                     | 1 – 0             |                         | Vanhamel Halaïmia, Prychynenko, Seigers, Vorogovski Maes, Vancamp (77' Dom), Holzhauser Brogno (90+3' De Keersmaecker), Placca (80' Tissoudali), Saint-Louis   | 22' Holzhauser 31' Placca 88' Halaïmia                               |
| 10 augustus 2019 17:00 Schiervelde Roeselare Ref.: Jordy Vermeire Toeschouwers: 2.000                     | Roeselare                          | 1 – 1             | Beerschot               | Vanhamel Halaïmia, Prychynenko, Seigers (88' Bourdin), Vorogovski Dom (71' De Keersmaecker), Holzhauser, Sanusi Brogno, Vancamp, Tissoudali (64' Bugridze)     |                                                                      |
| 10 augustus 2019 17:00 Schiervelde Roeselare Ref.: Jordy Vermeire Toeschouwers: 2.000                     | Godwin 41'                         | 1 – 0 1 – 1       | 72' De Keersmaecker     | Vanhamel Halaïmia, Prychynenko, Seigers (88' Bourdin), Vorogovski Dom (71' De Keersmaecker), Holzhauser, Sanusi Brogno, Vancamp, Tissoudali (64' Bugridze)     |                                                                      |
| 16 augustus 2019 20:30 King Power at Den Dreef Stadion Heverlee Ref.: Jasper Vergoote Toeschouwers: 6.000 | OH Leuven                          | 3 – 0             | Beerschot               | Vanhamel Halaïmia (46' Dudouit), Prychynenko, Bourdin, Vorogovski De Keersmaecker (62' Noubissi), Holzhauser, Maes Brogno (78' Bugridze), Vancamp, Saint-Louis | 83' Bourdin                                                          |
| 16 augustus 2019 20:30 King Power at Den Dreef Stadion Heverlee Ref.: Jasper Vergoote Toeschouwers: 6.000 | Kotysch 15' Maertens 26' Henry 55' | 1 – 0 2 – 0 3 – 0 |                         | Vanhamel Halaïmia (46' Dudouit), Prychynenko, Bourdin, Vorogovski De Keersmaecker (62' Noubissi), Holzhauser, Maes Brogno (78' Bugridze), Vancamp, Saint-Louis | 83' Bourdin                                                          |
| 30 augustus 2019 20:30 Olympisch Stadion Antwerpen Ref.: Lothar D'hondt Toeschouwers: 6.800               | Beerschot                          | 1 – 0             | Union Sint-Gillis       | Vanhamel Halaïmia, Prychynenko, Bourdin, Vorogovski Saint-Louis, Holzhauser, Maes (30' Dom) Brogno (57' Noubissi), Vancamp (78' Tissoudali), Placca            | 69' Placca 72' Prychynenko 90+3' Saint-Louis                         |
| 30 augustus 2019 20:30 Olympisch Stadion Antwerpen Ref.: Lothar D'hondt Toeschouwers: 6.800               | Placca 74'                         | 1 – 0             |                         | Vanhamel Halaïmia, Prychynenko, Bourdin, Vorogovski Saint-Louis, Holzhauser, Maes (30' Dom) Brogno (57' Noubissi), Vancamp (78' Tissoudali), Placca            | 69' Placca 72' Prychynenko 90+3' Saint-Louis                         |
| 7 september 2019 17:00 't Kuipje Westerlo Ref.: Wim Smet Toeschouwers: 2.500                              | Westerlo                           | 2 – 0             | Beerschot               | Vanhamel Dom, Prychynenko, Bourdin, Grisez Sanusi (81' Pietermaat), Holzhauser, Saint-Louis Vancamp (55' Tissoudali), Placca, Noubissi (71' Brogno)            | 37' Bourdin 43' Noubissi 67' Prychynenko                             |
| 7 september 2019 17:00 't Kuipje Westerlo Ref.: Wim Smet Toeschouwers: 2.500                              | Brüls 38' (pen.) Van Eenoo 59'     | 1 – 0 2 – 0       |                         | Vanhamel Dom, Prychynenko, Bourdin, Grisez Sanusi (81' Pietermaat), Holzhauser, Saint-Louis Vancamp (55' Tissoudali), Placca, Noubissi (71' Brogno)            | 37' Bourdin 43' Noubissi 67' Prychynenko                             |
| 14 september 2019 20:30 Olympisch Stadion Antwerpen Ref.: Quentin Pirard Toeschouwers: 5.100              | Beerschot                          | 2 – 0             | Lommel SK               | Vanhamel Dudouit, Prychynenko, Bourdin, Vorogovski Dom, Sanusi, Holzhauser Saint-Louis (55' Tissoudali), Placca (80' Brogno), Noubissi (87' Vancamp)           | 48' Dudouit 90+1' Vorogovski                                         |
| 14 september 2019 20:30 Olympisch Stadion Antwerpen Ref.: Quentin Pirard Toeschouwers: 5.100              | Vorogovski 60' Tissoudali 77'      | 1 – 0 2 – 0       |                         | Vanhamel Dudouit, Prychynenko, Bourdin, Vorogovski Dom, Sanusi, Holzhauser Saint-Louis (55' Tissoudali), Placca (80' Brogno), Noubissi (87' Vancamp)           | 48' Dudouit 90+1' Vorogovski                                         |
| 21 september 2019 17:00 Yvan Georgesstadion Virton Ref.: Wesli De Cremer Toeschouwers: 2.586              | Excelsior Virton                   | 3 – 0             | Beerschot               | Vanhamel Dudouit (47' Vancamp), Prychynenko, Bourdin, Vorogovski Dom, Sanusi, Holzhauser (89' Pietermaat) Saint-Louis (78' Placca), Tissoudali, Noubissi       | 67' Sanusi 79' Bourdin 90+3' Tissoudali                              |
| 21 september 2019 17:00 Yvan Georgesstadion Virton Ref.: Wesli De Cremer Toeschouwers: 2.586              | Couturier 25' Cruz 81' Cruz 84'    | 1 – 0 2 – 0 3 – 0 |                         | Vanhamel Dudouit (47' Vancamp), Prychynenko, Bourdin, Vorogovski Dom, Sanusi, Holzhauser (89' Pietermaat) Saint-Louis (78' Placca), Tissoudali, Noubissi       | 67' Sanusi 79' Bourdin 90+3' Tissoudali                              |
| Terugronde                                                                                                |                                    |                   |                         | |                                                                      |
| 28 september 2019 20:30 Olympisch Stadion Antwerpen Ref.: Jordy Vermeire Toeschouwers: 4.530              | Beerschot                          | 1 – 2             | OH Leuven               | Vanhamel Halaïmia, Prychynenko, Bourdin, Vorogovski Sanusi, Holzhauser, Vancamp Saint-Louis (59' Brogno), Tissoudali (78' Placca), Noubissi (78' Ibara)        | 71' Brogno 90+3' Bourdin                                             |
| 28 september 2019 20:30 Olympisch Stadion Antwerpen Ref.: Jordy Vermeire Toeschouwers: 4.530              | Holzhauser 73' (pen.)              | 0 – 1 0 – 2 1 – 2 | 21' Maertens 72' Mbombo | Vanhamel Halaïmia, Prychynenko, Bourdin, Vorogovski Sanusi, Holzhauser, Vancamp Saint-Louis (59' Brogno), Tissoudali (78' Placca), Noubissi (78' Ibara)        | 71' Brogno 90+3' Bourdin                                             |
| 6 oktober 2019 16:00 Joseph Marienstadion Vorst Ref.: Stan Teuben Toeschouwers: 4.000                     | Union Sint-Gillis                  | 1 – 1             | Beerschot               | Vanhamel Halaïmia, Prychynenko, Bourdin, Vorogovski Sanusi, Holzhauser, Vancamp Saint-Louis (76' Placca), Tissoudali (60' Brogno), Noubissi (69' Ibara)        | 38' Tissoudali 59' Vorogovski 64' Brogno                             |
| 6 oktober 2019 16:00 Joseph Marienstadion Vorst Ref.: Stan Teuben Toeschouwers: 4.000                     | Nielsen 70'                        | 0 – 1 1 – 1       | 47' Saint-Louis         | Vanhamel Halaïmia, Prychynenko, Bourdin, Vorogovski Sanusi, Holzhauser, Vancamp Saint-Louis (76' Placca), Tissoudali (60' Brogno), Noubissi (69' Ibara)        | 38' Tissoudali 59' Vorogovski 64' Brogno                             |
| 11 oktober 2019 20:30 Olympisch Stadion Antwerpen Ref.: Kevin Debeuckelaere Toeschouwers: 6.032           | Beerschot                          | 1 – 2             | Westerlo                | Vanhamel Halaïmia, Prychynenko, Bourdin, Mboko Maes (70' Saint-Louis), Vancamp (46' Brogno), Sanusi Placca, Noubissi, Tissoudali (70' Holzhauser)              | 53' Noubissi 74' Prychynenko                                         |
| 11 oktober 2019 20:30 Olympisch Stadion Antwerpen Ref.: Kevin Debeuckelaere Toeschouwers: 6.032           | Holzhauser 86' (pen.)              | 0 – 1 0 – 2 1 – 2 | 13' Dewaele 65' Gboho   | Vanhamel Halaïmia, Prychynenko, Bourdin, Mboko Maes (70' Saint-Louis), Vancamp (46' Brogno), Sanusi Placca, Noubissi, Tissoudali (70' Holzhauser)              | 53' Noubissi 74' Prychynenko                                         |
| 19 oktober 2019 20:30 Olympisch Stadion Antwerpen Ref.: Ken Vermeiren Toeschouwers: 6.250                 | Beerschot                          | 2 – 1             | Excelsior Virton        | Vanhamel Halaïmia, Prychynenko, Bourdin, Vorogovski Dom, Holzhauser, Brogno (89' Vancamp) Maes (90+1' Dudouit), Placca (60' Saint-Louis), Noubissi             | 20' Bourdin 72' Dom 80' Maes 90+1' Vancamp                           |
| 19 oktober 2019 20:30 Olympisch Stadion Antwerpen Ref.: Ken Vermeiren Toeschouwers: 6.250                 | Brogno 19' Holzhauser 45' (pen.)   | 1 – 0 1 – 1 2 – 1 | 27' Lapoussin           | Vanhamel Halaïmia, Prychynenko, Bourdin, Vorogovski Dom, Holzhauser, Brogno (89' Vancamp) Maes (90+1' Dudouit), Placca (60' Saint-Louis), Noubissi             | 20' Bourdin 72' Dom 80' Maes 90+1' Vancamp                           |
| 26 oktober 2019 17:00 Daknamstadion Lokeren Ref.: Quentin Pirard Toeschouwers: 3.217                      | Sporting Lokeren                   | 2 – 1             | Beerschot               | Vanhamel Halaïmia, Prychynenko, Sanusi (27' De Keersmaecker), Vorogovski Dom, Holzhauser, Brogno (71' Ibara) Maes, Placca (46' Saint-Louis), Noubissi          | 50' Saint-Louis 87' Noubissi                                         |
| 26 oktober 2019 17:00 Daknamstadion Lokeren Ref.: Quentin Pirard Toeschouwers: 3.217                      | Beridze 18' Hajrić 45+1'           | 0 – 1 1 – 1 2 – 1 | 9' Brogno               | Vanhamel Halaïmia, Prychynenko, Sanusi (27' De Keersmaecker), Vorogovski Dom, Holzhauser, Brogno (71' Ibara) Maes, Placca (46' Saint-Louis), Noubissi          | 50' Saint-Louis 87' Noubissi                                         |
| 2 november 2019 20:30 Olympisch Stadion Antwerpen Ref.: Arthur Denil Toeschouwers: 4.150                  | Beerschot                          | 2 – 1             | Roeselare               | Vanhamel Halaïmia, Prychynenko, Bourdin, Vorogovski Dom, Holzhauser, Maes (90' Vancamp) Brogno (75' Pietermaat), Placca, Noubissi (71' Saint-Louis)            | 11' Maes                                                             |
| 2 november 2019 20:30 Olympisch Stadion Antwerpen Ref.: Arthur Denil Toeschouwers: 4.150                  | Halaïmia 16' Placca 45'            | 1 – 0 2 – 0 2 – 1 | 78' Godwin              | Vanhamel Halaïmia, Prychynenko, Bourdin, Vorogovski Dom, Holzhauser, Maes (90' Vancamp) Brogno (75' Pietermaat), Placca, Noubissi (71' Saint-Louis)            | 11' Maes                                                             |
| 8 november 2019 20:30 Soevereinstadion Lommel Ref.: Laurent Willems Toeschouwers: 1.900                   | Lommel SK                          | 1 – 0             | Beerschot               | Vanhamel Halaïmia, Prychynenko, Bourdin, Vorogovski (84' Vancamp) Dom, Holzhauser, Maes (84' Tissoudali) Brogno, Placca (71' Saint-Louis), Noubissi            | 16' Brogno 34' Vorogovski 35' Prychynenko 59' Brogno 80' Saint-Louis |
| 8 november 2019 20:30 Soevereinstadion Lommel Ref.: Laurent Willems Toeschouwers: 1.900                   | Brebels 74'                        | 1 – 0             |                         | Vanhamel Halaïmia, Prychynenko, Bourdin, Vorogovski (84' Vancamp) Dom, Holzhauser, Maes (84' Tissoudali) Brogno, Placca (71' Saint-Louis), Noubissi            | 16' Brogno 34' Vorogovski 35' Prychynenko 59' Brogno 80' Saint-Louis |

#### Overzicht
| Speeldag  | 1 | 2 | 3 | 4 | 5 | 6  | 7  | 8  | 9  | 10 | 11 | 12 | 13 | 14 |
| --------- | - | - | - | - | - | -- | -- | -- | -- | -- | -- | -- | -- | -- |
| Resultaat | w | g | v | w | v | w  | v  | v  | g  | v  | w  | v  | w  | v  |
| Punten    | 3 | 4 | 4 | 7 | 7 | 10 | 10 | 10 | 11 | 11 | 14 | 14 | 17 | 17 |
| Positie   | 3 | 3 | 4 | 4 | 5 | 5  | 5  | 5  | 5  | 5  | 5  | 5  | 5  | 5  |

#### Klassement
| Pos | Team              | Wed | W | G | V | Ptn | DV | DT | +/− |                 |
| --- | ----------------- | --- | - | - | - | --- | -- | -- | --- | --------------- |
| 1   | OH Leuven         | 14  | 9 | 2 | 3 | 29  | 22 | 10 | +12 | Periodekampioen |
| 2   | Excelsior Virton  | 14  | 9 | 0 | 5 | 27  | 26 | 10 | +16 |                 |
| 3   | KVC Westerlo      | 14  | 8 | 2 | 4 | 26  | 21 | 10 | +11 |                 |
| 4   | Union Sint-Gillis | 14  | 6 | 5 | 3 | 23  | 18 | 15 | +3  |                 |
| 5   | Beerschot VA      | 14  | 5 | 2 | 7 | 17  | 13 | 19 | −6  |                 |
| 6   | KSC Lokeren       | 14  | 3 | 4 | 7 | 13  | 13 | 23 | −10 |                 |
| 7   | KSV Roeselare     | 14  | 3 | 2 | 9 | 11  | 15 | 31 | −16 |                 |
| 8   | Lommel SK         | 14  | 2 | 5 | 7 | 11  | 9  | 19 | −10 |                 |

### Periode 2

#### Wedstrijden
| Wedstrijddetails                                                                                        | Thuisploeg                | Uitslag           | Uitploeg                                | Opstelling | Kaarten                                                       |
| --- | ------------------------- | ----------------- | --------------------------------------- | --- | ------------------------------------------------------------- |
| Heenronde                                                                                               |                           |                   |                                         | |                                                               |
| 15 november 2019 20:30 King Power at Den Dreef Stadion Heverlee Ref.: Jan Boterberg Toeschouwers: 4.732 | OH Leuven                 | 0 – 3             | Beerschot                               | Vanhamel Prychynenko, Seigers, Bourdin, Grisez Dom, Holzhauser, Maes (78' De Keersmaecker) Mboko, Vancamp (84' Placca), Noubissi                             | 38' Prychynenko 64' Seigers 80' Holzhauser                    |
| 15 november 2019 20:30 King Power at Den Dreef Stadion Heverlee Ref.: Jan Boterberg Toeschouwers: 4.732 |                           | 0 – 1 0 – 2 0 – 3 | 48' Holzhauser 54' Noubissi 60' Vancamp | Vanhamel Prychynenko, Seigers, Bourdin, Grisez Dom, Holzhauser, Maes (78' De Keersmaecker) Mboko, Vancamp (84' Placca), Noubissi                             | 38' Prychynenko 64' Seigers 80' Holzhauser                    |
| 23 november 2019 20:30 Olympisch Stadion Antwerpen Ref.: Ken Vermeiren Toeschouwers: 12.215             | Beerschot                 | 1 – 1             | Sporting Lokeren                        | Vanhamel Dudouit (76' Brogno), Seigers, Bourdin, Grisez Dom, Holzhauser, Maes (72' De Keersmaecker) Halaïmia, Vancamp (90' Ibara), Noubissi                  | 10' Seigers 35' Grisez 38' Dudouit 90+2' De Keersmaecker      |
| 23 november 2019 20:30 Olympisch Stadion Antwerpen Ref.: Ken Vermeiren Toeschouwers: 12.215             | Bourdin 81'               | 1 – 0 1 – 1       | 90+4' Beridze                           | Vanhamel Dudouit (76' Brogno), Seigers, Bourdin, Grisez Dom, Holzhauser, Maes (72' De Keersmaecker) Halaïmia, Vancamp (90' Ibara), Noubissi                  | 10' Seigers 35' Grisez 38' Dudouit 90+2' De Keersmaecker      |
| 1 december 2019 16:00 Joseph Marienstadion Vorst Ref.: Quentin Pirard Toeschouwers: 2.201               | Union Sint-Gillis         | 0 – 2             | Beerschot                               | Vanhamel Prychynenko, Seigers (46' Dudouit), Bourdin, Grisez Dom, Holzhauser, Maes Halaïmia, Vancamp (83' Ibara), Noubissi (64' Placca)                      | 71' Placca 88' Dudouit 90+1' De Keersmaecker (bank)           |
| 1 december 2019 16:00 Joseph Marienstadion Vorst Ref.: Quentin Pirard Toeschouwers: 2.201               |                           | 0 – 1 0 – 2       | 32' Holzhauser 90' Maes                 | Vanhamel Prychynenko, Seigers (46' Dudouit), Bourdin, Grisez Dom, Holzhauser, Maes Halaïmia, Vancamp (83' Ibara), Noubissi (64' Placca)                      | 71' Placca 88' Dudouit 90+1' De Keersmaecker (bank)           |
| 7 december 2019 17:00 Olympisch Stadion Antwerpen Ref.: Ingmar Oostrom Toeschouwers: 4.850              | Beerschot                 | 1 – 1             | Excelsior Virton                        | Vanhamel Prychynenko, Dudouit (70' Saint-Louis), Bourdin, Grisez (64' Brogno) Dom, Holzhauser, Maes Halaïmia, Vancamp, Noubissi (61' Ibara)                  | 58' Grisez 61' Dom 74' Ibara 82' Ibara 88' Dom 90+3' Vanhamel |
| 7 december 2019 17:00 Olympisch Stadion Antwerpen Ref.: Ingmar Oostrom Toeschouwers: 4.850              | Holzhauser 90+8'          | 0 – 1 1 – 1       | 48' (e.d.) Prychynenko                  | Vanhamel Prychynenko, Dudouit (70' Saint-Louis), Bourdin, Grisez (64' Brogno) Dom, Holzhauser, Maes Halaïmia, Vancamp, Noubissi (61' Ibara)                  | 58' Grisez 61' Dom 74' Ibara 82' Ibara 88' Dom 90+3' Vanhamel |
| 14 december 2019 20:00 't Kuipje Westerlo Ref.: Laurent Willems Toeschouwers: 2.592                     | Westerlo                  | 0 – 1             | Beerschot                               | Vanhamel Prychynenko, Seigers, Bourdin, Grisez (63' Vorogovski) Saint-Louis (88' De Keersmaecker), Maes, Holzhauser Halaïmia, Vancamp, Placca (58' Noubissi) | 90+3' Holzhauser                                              |
| 14 december 2019 20:00 't Kuipje Westerlo Ref.: Laurent Willems Toeschouwers: 2.592                     |                           | 0 – 1             | 60' Saint-Louis                         | Vanhamel Prychynenko, Seigers, Bourdin, Grisez (63' Vorogovski) Saint-Louis (88' De Keersmaecker), Maes, Holzhauser Halaïmia, Vancamp, Placca (58' Noubissi) | 90+3' Holzhauser                                              |
| 20 december 2019 20:00 Soevereinstadion Lommel Ref.: Jan Boterberg Toeschouwers: 3.000                  | Lommel SK                 | 1 – 0             | Beerschot                               | Vanhamel Prychynenko, Dudouit (46' Vorogovski), Bourdin, Grisez (46' Noubissi) Dom, Maes, Holzhauser Halaïmia, Saint-Louis, Vancamp (74' Tissoudali)         | 34' Grisez 88' Vorogovski 90+1' Noubissi                      |
| 20 december 2019 20:00 Soevereinstadion Lommel Ref.: Jan Boterberg Toeschouwers: 3.000                  | þórðarson 20'             | 1 – 0             |                                         | Vanhamel Prychynenko, Dudouit (46' Vorogovski), Bourdin, Grisez (46' Noubissi) Dom, Maes, Holzhauser Halaïmia, Saint-Louis, Vancamp (74' Tissoudali)         | 34' Grisez 88' Vorogovski 90+1' Noubissi                      |
| 10 januari 2020 20:30 Olympisch Stadion Antwerpen Ref.: Wesley Alen Toeschouwers: 5.600                 | Beerschot                 | 1 – 1             | Roeselare                               | Vanhamel Prychynenko, Frans, Bourdin, Vorogovski (69' Aloé) Dom, Maes (82' Sanusi), Holzhauser Halaïmia, Saint-Louis (83' Ibara), Noubissi                   | 71' Frans                                                     |
| 10 januari 2020 20:30 Olympisch Stadion Antwerpen Ref.: Wesley Alen Toeschouwers: 5.600                 | Dom 5'                    | 1 – 0 1 – 1       | 76' Da Silva                            | Vanhamel Prychynenko, Frans, Bourdin, Vorogovski (69' Aloé) Dom, Maes (82' Sanusi), Holzhauser Halaïmia, Saint-Louis (83' Ibara), Noubissi                   | 71' Frans                                                     |
| Terugronde                                                                                              |                           |                   |                                         | |                                                               |
| 18 januari 2020 20:30 Olympisch Stadion Antwerpen Ref.: Bert Put Toeschouwers: 5.800                    | Beerschot                 | 1 – 1             | Union Sint-Gillis                       | Vanhamel Prychynenko, Frans, Bourdin, Sanusi Dom (83' Maes), Holzhauser, Saint-Louis (45+1' Tissoudali) Halaïmia, Brogno, Ibara (63' Noubissi)               | 90+3' Holzhauser                                              |
| 18 januari 2020 20:30 Olympisch Stadion Antwerpen Ref.: Bert Put Toeschouwers: 5.800                    | Tissoudali 47'            | 1 – 0 1 – 1       | 70' Tabekou                             | Vanhamel Prychynenko, Frans, Bourdin, Sanusi Dom (83' Maes), Holzhauser, Saint-Louis (45+1' Tissoudali) Halaïmia, Brogno, Ibara (63' Noubissi)               | 90+3' Holzhauser                                              |
| 25 januari 2020(1) 17:00 Yvan Georgesstadion Virton Ref.: Arthur Denil Toeschouwers: 2.151              | Excelsior Virton          | 1 – 0             | Beerschot                               | Vanhamel Prychynenko, Frans, Bourdin, Halaïmia Pietermaat (83' Placca), Dom, Holzhauser (74' Maes) Tissoudali (90+3' Noubissi), Brogno, Ibara                | 40' Brogno 54' Pietermaat 62' Ibara                           |
| 25 januari 2020(1) 17:00 Yvan Georgesstadion Virton Ref.: Arthur Denil Toeschouwers: 2.151              | Costa 76'                 | 1 – 0             |                                         | Vanhamel Prychynenko, Frans, Bourdin, Halaïmia Pietermaat (83' Placca), Dom, Holzhauser (74' Maes) Tissoudali (90+3' Noubissi), Brogno, Ibara                | 40' Brogno 54' Pietermaat 62' Ibara                           |
| 31 januari 2020 20:30 Olympisch Stadion Antwerpen Ref.: Robin Hensgens Toeschouwers: 5.150              | Beerschot                 | 1 – 0             | Westerlo                                | Vanhamel Prychynenko, Frans, Bourdin, Halaïmia Pietermaat, Dom (65' Brogno), Holzhauser Tissoudali (90+1' De Keersmaecker), Ibara (79' Placca), Vorogovski   | 40' Prychynenko                                               |
| 31 januari 2020 20:30 Olympisch Stadion Antwerpen Ref.: Robin Hensgens Toeschouwers: 5.150              | Brogno 71'                | 1 – 0             |                                         | Vanhamel Prychynenko, Frans, Bourdin, Halaïmia Pietermaat, Dom (65' Brogno), Holzhauser Tissoudali (90+1' De Keersmaecker), Ibara (79' Placca), Vorogovski   | 40' Prychynenko                                               |
| 7 februari 2020 20:30 Schiervelde Roeselare Ref.: Clay Ruperti Toeschouwers: 1.385                      | Roeselare                 | 1 – 1             | Beerschot                               | Vanhamel Prychynenko, Frans (83' Noubissi), Bourdin, Halaïmia (78' Maes) Pietermaat, Dom, Holzhauser Tissoudali, Ibara, Vorogovski (45' Brogno)              | 12' Pietermaat 50' Frans 90+4' Tissoudali                     |
| 7 februari 2020 20:30 Schiervelde Roeselare Ref.: Clay Ruperti Toeschouwers: 1.385                      | Nouri 56'                 | 0 – 1 1 – 1       | 38' Dom                                 | Vanhamel Prychynenko, Frans (83' Noubissi), Bourdin, Halaïmia (78' Maes) Pietermaat, Dom, Holzhauser Tissoudali, Ibara, Vorogovski (45' Brogno)              | 12' Pietermaat 50' Frans 90+4' Tissoudali                     |
| 14 februari 2020 20:30 Olympisch Stadion Antwerpen Ref.: Lothar D'hondt Toeschouwers: 6.900             | Beerschot                 | 2 – 1             | OH Leuven                               | Vanhamel Prychynenko, Frans, Bourdin, Halaïmia (47' Sanusi), Grisez (80' Aloé) Pietermaat, Dom, Holzhauser Tissoudali, Ibara (56' Placca)                    | 90+5' Prychynenko                                             |
| 14 februari 2020 20:30 Olympisch Stadion Antwerpen Ref.: Lothar D'hondt Toeschouwers: 6.900             | Tissoudali 49' Frans 62'  | 1 – 0 2 – 0 2 – 1 | 80' Van den Bergh                       | Vanhamel Prychynenko, Frans, Bourdin, Halaïmia (47' Sanusi), Grisez (80' Aloé) Pietermaat, Dom, Holzhauser Tissoudali, Ibara (56' Placca)                    | 90+5' Prychynenko                                             |
| 23 februari 2020 16:00 Olympisch Stadion Antwerpen Ref.: Wesli De Cremer Toeschouwers: 6.855            | Beerschot                 | 2 – 1             | Lommel SK                               | Vanhamel Prychynenko, Frans (63' Placca), Bourdin (74' Maes), Dom, Grisez Sanusi, Pietermaat, Holzhauser (87' Aloé) Tissoudali, Noubissi                     | 18' Bourdin 26' Prychynenko 84' Mboko (bank)                  |
| 23 februari 2020 16:00 Olympisch Stadion Antwerpen Ref.: Wesli De Cremer Toeschouwers: 6.855            | Noubissi 72' Noubissi 82' | 0 – 1 1 – 1 2 – 1 | 50' Aabbou                              | Vanhamel Prychynenko, Frans (63' Placca), Bourdin (74' Maes), Dom, Grisez Sanusi, Pietermaat, Holzhauser (87' Aloé) Tissoudali, Noubissi                     | 18' Bourdin 26' Prychynenko 84' Mboko (bank)                  |
| 28 februari 2020 20:30 Daknamstadion Lokeren Ref.: Wim Smet Toeschouwers: 4.720                         | Sporting Lokeren          | 0 – 2             | Beerschot                               | Vanhamel Prychynenko, Frans, Bourdin, Dom, Grisez Pietermaat (80' Maes), Mboko (83' Placca), Sanusi Tissoudali (86' De Keersmaecker), Noubissi               | 7' Sanusi                                                     |
| 28 februari 2020 20:30 Daknamstadion Lokeren Ref.: Wim Smet Toeschouwers: 4.720                         |                           | 0 – 1 0 – 2       | 20' Frans 53' Noubissi                  | Vanhamel Prychynenko, Frans, Bourdin, Dom, Grisez Pietermaat (80' Maes), Mboko (83' Placca), Sanusi Tissoudali (86' De Keersmaecker), Noubissi               | 7' Sanusi                                                     |
| 26 juli 2020 20:00 Yvan Georgesstadion Virton Ref.: Toeschouwers:                                       | Excelsior Virton          | forfait           | Beerschot                               | |                                                               |
| 26 juli 2020 20:00 Yvan Georgesstadion Virton Ref.: Toeschouwers:                                       |                           |                   |                                         | |                                                               |

(1): Deze wedstrijd werd nietig verklaard na een klacht in verband met een scheidsrechterlijke dwaling bij het doelpunt van Virton. Er werd beslist om de wedstrijd opnieuw te spelen op 2 maart. Zowel Virton als Westerlo tekenden echter beroep aan bij het BAS tegen deze nietigverklaring , maar deze klacht werd geklasseerd. Virton diende een evocatieverzoek in om de nietigverklaring teniet te doen, maar deze werd ongegrond verklaard. Uiteindelijk besliste het BAS dat de match toch opnieuw gespeeld moet worden. Op 24 juni werd de nieuwe datum bekendgemaakt, de match zou opnieuw worden gespeeld op 26 juli. De wedstrijd werd uiteindelijk toch niet gespeeld en beide ploegen kregen een forfaitnederlaag toegekend.

#### Overzicht
| Speeldag  | 1 | 2 | 3 | 4 | 5  | 6  | 7  | 8  | 9  | 10 | 11 | 12 | 13 | 14 |
| --------- | - | - | - | - | -- | -- | -- | -- | -- | -- | -- | -- | -- | -- |
| Resultaat | w | g | w | g | w  | v  | g  | g  | v  | w  | g  | w  | w  | w  |
| Punten    | 3 | 4 | 7 | 8 | 11 | 11 | 12 | 13 | 13 | 16 | 17 | 20 | 23 | 26 |
| Positie   | 1 | 1 | 1 | 1 | 1  | 1  | 1  | 3  | 3  | 1  | 3  | 2  | 2  | 1  |

#### Klassement
| Pos | Team              | Wed | W | G | V | Ptn | DV | DT | +/− |                 |
| --- | ----------------- | --- | - | - | - | --- | -- | -- | --- | --------------- |
| 1   | Beerschot VA      | 14  | 7 | 5 | 2 | 26  | 18 | 13 | +5  | Periodekampioen |
| 2   | KVC Westerlo      | 14  | 7 | 2 | 5 | 23  | 24 | 20 | +4  |                 |
| 3   | Union Sint-Gillis | 14  | 5 | 7 | 2 | 22  | 25 | 17 | +8  |                 |
| 4   | Excelsior Virton  | 14  | 5 | 5 | 4 | 20  | 18 | 16 | +2  |                 |
| 5   | OH Leuven         | 14  | 5 | 2 | 7 | 17  | 23 | 30 | −7  |                 |
| 6   | Lommel SK         | 14  | 4 | 4 | 6 | 16  | 12 | 18 | −6  |                 |
| 7   | KSV Roeselare     | 14  | 2 | 9 | 3 | 15  | 22 | 23 | −1  |                 |
| 8   | KSC Lokeren       | 14  | 1 | 4 | 9 | 7   | 11 | 26 | −15 |                 |

### Titelwedstrijden
| Wedstrijddetails                                                                                        | Thuisploeg     | Uitslag                       | Uitploeg                                                       | Opstelling | Kaarten                               |
| --- | -------------- | ----------------------------- | -------------------------------------------------------------- | --- | ------------------------------------- |
| Heenwedstrijd                                                                                           |                |                               |                                                                | |                                       |
| 8 maart 2020 16:00 Olympisch Stadion Antwerpen Ref.: Alexandre Boucaut Toeschouwers: 11.452             | Beerschot      | 1 – 0                         | OH Leuven                                                      | Vanhamel Frans, Dom, Grisez (78' Vorogovski), Bourdin, Prychynenko Pietermaat, Holzhauser (90+3' De Keersmaecker), Sanusi Tissoudali (87' Maes), Noubissi | 79' Prychynenko 90+5' De Keersmaecker |
| 8 maart 2020 16:00 Olympisch Stadion Antwerpen Ref.: Alexandre Boucaut Toeschouwers: 11.452             | Tissoudali 23' | 1 – 0                         |                                                                | Vanhamel Frans, Dom, Grisez (78' Vorogovski), Bourdin, Prychynenko Pietermaat, Holzhauser (90+3' De Keersmaecker), Sanusi Tissoudali (87' Maes), Noubissi | 79' Prychynenko 90+5' De Keersmaecker |
| Terugwedstrijd                                                                                          |                |                               |                                                                | |                                       |
| 2 augustus 2020(1) 19:00 King Power at Den Dreef Stadion Heverlee Ref.: Lawrence Visser Toeschouwers: 0 | OH Leuven      | 1 – 4 (1 – 5)                 | Beerschot                                                      | Vanhamel Frans, Dom, Grisez (63' Vorogovski), Bourdin (82' Aloé), Prychynenko Pietermaat, Holzhauser, Sanusi Tissoudali, Noubissi (76' Placca)            | 44' Holzhauser 58' Frans              |
| 2 augustus 2020(1) 19:00 King Power at Den Dreef Stadion Heverlee Ref.: Lawrence Visser Toeschouwers: 0 | Perbet 79'     | 0 – 1 0 – 2 0 – 3 1 – 3 1 – 4 | 43' (e.d.) Schuermans 52' Tissoudali 62' Noubissi 90+4' Placca | Vanhamel Frans, Dom, Grisez (63' Vorogovski), Bourdin (82' Aloé), Prychynenko Pietermaat, Holzhauser, Sanusi Tissoudali, Noubissi (76' Placca)            | 44' Holzhauser 58' Frans              |

(1): Deze wedstrijd stond oorspronkelijk gepland op 14 maart, maar werd uitgesteld omwille van de uitbraak van het Coronavirus in België.

### Totaalklassement
| Pos | Team              | Wed | W  | G  | V  | Ptn | DV | DT | +/− |      |
| --- | ----------------- | --- | -- | -- | -- | --- | -- | -- | --- | ---- |
| 1   | KVC Westerlo      | 28  | 15 | 4  | 9  | 49  | 45 | 30 | +15 |      |
| 2   | Excelsior Virton  | 28  | 14 | 5  | 9  | 47  | 44 | 26 | +18 |      |
| 3   | OH Leuven         | 28  | 14 | 4  | 10 | 46  | 45 | 40 | +5  |      |
| 4   | Union Sint-Gillis | 28  | 11 | 12 | 5  | 45  | 43 | 32 | +11 |      |
| 5   | Beerschot VA      | 28  | 12 | 7  | 9  | 43  | 31 | 32 | −1  |      |
| 6   | Lommel SK         | 28  | 6  | 9  | 13 | 27  | 21 | 37 | −16 |      |
| 7   | KSV Roeselare     | 28  | 5  | 11 | 12 | 26  | 37 | 54 | −17 | PO 3 |
| 8   | KSC Lokeren       | 28  | 4  | 8  | 16 | 20  | 24 | 49 | −25 | PO 3 |

PO 3: Play-off 3

## Beker van België
| Beker van België                                                                        |                           |                               |                                          | |                                                   |
| Wedstrijddetails                                                                        | Thuisploeg                | Uitslag                       | Uitploeg                                 | Opstelling | Kaarten                                           |
| 1/16e finale                                                                            |                           |                               |                                          | |                                                   |
| 25 september 2019 20:45 Olympisch Stadion Antwerpen Ref.: Nicolas Laforge Toeschouwers: | Beerschot                 | 2 – 3 (n.v.)                  | Anderlecht                               | Vanhamel Halaïmia, Prychynenko (87' Brogno), Bourdin, Vorogovski Vancamp, Sanusi, Holzhauser Saint-Louis (98' De Keersmaecker), Tissoudali (81' Dom), Noubissi (73' Placca) | 52' Sanusi 60' Vorogovski 63' Vancamp 75' Vancamp |
| 25 september 2019 20:45 Olympisch Stadion Antwerpen Ref.: Nicolas Laforge Toeschouwers: | Holzhauser 20' Brogno 89' | 1 – 0 1 – 1 1 – 2 2 – 2 2 – 3 | 41' Nasri 79' (e.d.) Bourdin 106' Thelin | Vanhamel Halaïmia, Prychynenko (87' Brogno), Bourdin, Vorogovski Vancamp, Sanusi, Holzhauser Saint-Louis (98' De Keersmaecker), Tissoudali (81' Dom), Noubissi (73' Placca) | 52' Sanusi 60' Vorogovski 63' Vancamp 75' Vancamp |